# Колекаризе (Изернија)
Колекаризе је насеље у Италији у округу Изернија, региону Молизе.
Према процени из 2011. у насељу је живело 67 становника. Насеље се налази на надморској висини од 764 м.